# Grauman’s Chinese Theatre

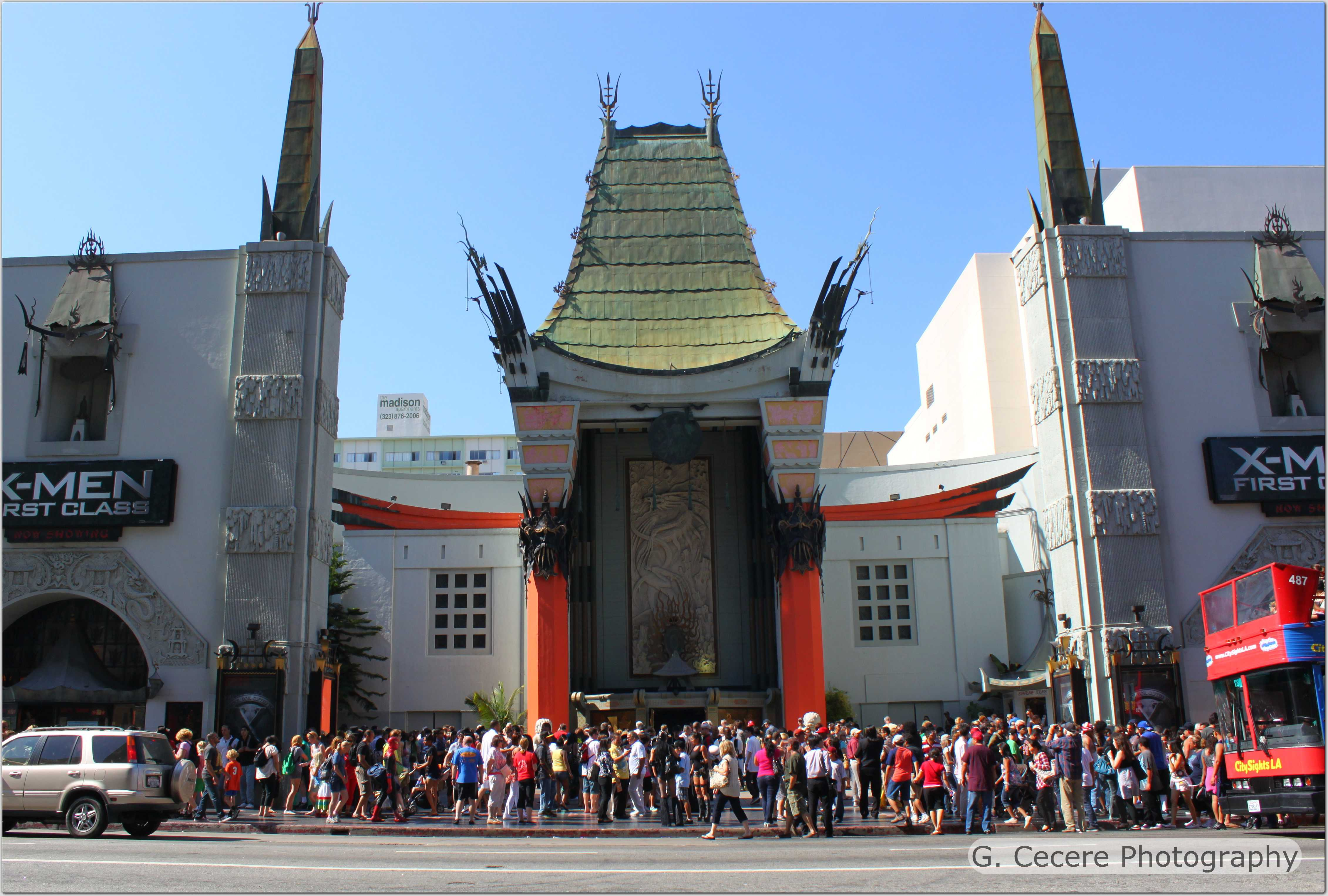
Grauman’s Chinese Theatre

Grauman’s Chinese Theatre, také známé jako TCL Chinese Theatre, je filmový palác v Hollywoodu u Hollywoodského chodníku slávy. Bylo otevřeno 18. května 1927.

## Významné události
Od otevření Grauman’s Chinese Theatre s premiérou Cecila Blaunta DeMille je domovem mnoha premiér, například zahájení Star Wars George Lucase v roce 1977.
Je také známé betonovými bloky umístěnými na nádvoří. Na těchto blocích jsou podpisy, stopy a otisky rukou populárních osobností filmu od dvacátých let do současnosti.